# La Réunion des poètes
Los poetas contemporáneos
La Réunion des poètes (de nom complet en espagnol : Los poetas contemporáneos. Una lectura de Zorrilla en el estudio del pintor soit « Les poètes contemporains ou Une lecture de Zorrilla dans le studio du peintre ») est le tableau le plus célèbre de Antonio María Esquivel réalisé en 1846 représentant de nombreux poètes et artistes du romantisme espagnol dans le studio du peintre.

## Contexte de l'œuvre
En 1839, Esquivel rentre à Séville mais souffre d'une maladie qui le rend presque aveugle. L'artiste, profondément dépressif, essaie de se suicider en se jetant dans le Guadalquivir. Mais ses compagnons et amis poètes et artistes sont mobilisés par le Liceo Artístico y Literario pour l'aider et se cotisent pour lui payer un traitement très cher que réalise un prestigieux ophtalmologue français. C'est ainsi qu'il guérit et récupère la vue en 1840. Reconnaissant, Esquivel peint ses amis poètes et peintres du romantisme dans ce tableau qui le rendra célèbre.

## Analyse
Il s'agit du tableau le plus célèbre d'Esquivel et constitue une pièce capitale du romantisme espagnol : il est en effet considéré comme le témoignage graphique le plus important du monde intellectuel madrilène de son époque. Il y réunit les personnalités culturelles — des poètes et des peintres — les plus représentatives en restant fidèle à l'interprétation du modèle et en s'en tenant à la réalité. Lors des funérailles de José de Espronceda, José Zorrilla lit un texte en vers qui le rendra célèbre et qui constituera le manifeste du romantisme espagnol. Esquivel le représente (au centre) dans son atelier en train de lire à nouveau ces vers, entouré des autres intellectuels du romantisme espagnol. C'est le premier tableau représentant une réunion d'intellectuels dans le studio d'un artiste, pratiquement 10 ans avant que Gustave Courbet ne peigne L'Atelier du peintre.
Esquivel travaille, au travers de sa composition, sur la complexité du portrait collectif et sur le schéma de cabinet du Baroque flamand, tout en prenant soin de bien détailler son atelier, ce qui permet d'identifier et étudier les goûts de l'artiste : en 1842, un chroniqueur écrivait  ; mais ça ne devait pas être tout, si l'on en juge par La Réunion des poètes dans lequel on peut voir qu'il est plutôt spacieux et ostensiblement élégant.
Il présente cette œuvre pour la première fois à l'exposition annuelle de l'Académie royale des beaux-arts de San Fernando de Madrid en 1846 et l'accompagne d'une fiche gravée contenant la liste des personnalités représentées (de gauche à droite) :
- Antonio Ferrer del Río (es) (1814-1872)
- Juan Eugenio Hartzenbusch (1806-1880)
- Juan Nicasio Gallego (es) (1777-1853)
- Antonio Gil y Zárate (1793-1861)
- Tomás Rodríguez Rubí (es) (1817-1890)
- Isidoro Gil y Baus (es) (1814-1866)
- Cayetano Rosell (es) (1817-1883)
- Antonio Flores (écrivain) (es) (1818-1866)
- Manuel Bretón de los Herreros (es) (1796-1873)
- Francisco González Elipe (es) (1813-1868)
- Patricio de la Escosura (1807-1878)
- José María Queipo de Llano (1786-1843)
- Antonio Ros de Olano (es) (1808-1887)
- Joaquín Francisco Pacheco (1808-1865)
- Mariano Roca de Togores y Carrasco (1812-1889)
- Juan de la Pezuela (1809-1906)
- Ángel de Saavedra (1791-1865)
- Gabino Tejado y Rodríguez (1819-1891)
- Javier de Burgos (1778-1848)[N 3]
- José Amador de los Ríos (1818-1878)
- Francisco Martínez de la Rosa (1787-1862)
- Luis Valladares y Garriga (?-1856)
- Carlos García Doncel (es) (ca.1815-1850)
- José Zorrilla (1817-1893)
- José Güell y Renté (es) (1818-1884)
- José Fernández de la Vega (1803-1851)
- Ventura de la Vega (1807-1865)
- Luis de Olona (es) (1823-1863)
- Antonio María Esquivel (1806-1857)
- Julián Romea (1818-1863)
- Manuel José Quintana (1772-1857)
- José de Espronceda (1808-1842). En arrière plan, il est peint dans un tableau.
- José María Díaz (es) (1813-1888)
- Ramón de Campoamor (1817-1901)
- Manuel Cañete (es) (1822-1891)
- Pedro de Madrazo y Kuntz (1816-1898)
- Aureliano Fernández-Guerra (es) (1816-1891)
- Ramón de Mesonero Romanos (1803-1882)
- Cándido Nocedal (1821-1885)
- Gregorio Romero de Larrañaga (es) (1814-1872)
- Bernardino Fernández de Velasco y Benavides (1783-1851)
- Eusebio Asquerino (es) (1822-1892)
- Manuel Juan Diana (es) (1814-1881)
- Agustín Durán (1793-1862)